# Wanted (film 1967)
Wanted è un film del 1967, diretto da Giorgio Ferroni.

## Trama
Gary Ryan è nominato nuovo sceriffo della città di Greenfield. Frank Loyd, capo di una banda di razziatori di bestiame, incastra il neo tutore della legge, per continuare i suoi loschi affari. Accusato ingiustamente, Gary evade dalla prigione e decide di vendicarsi.

## Produzione
É l'ultimo film della coppia Ferroni-Gemma.
Si tratta di una co-produzione italo-spagnola. Gli interni vennero ricreati negli studi di Cinecittà. Gli esterni, invece, furono girati in Andalusia.
Ruggero Deodato lavorò nella pellicola come aiuto regista.

## Distribuzione
Wanted uscì nelle sale italiane il 22 marzo del 1967. A causa di alcune scene violente, fu vietato ai minori di 14 anni. Venne, in seguito, distribuito in Europa sempre nel medesimo anno. 

## Accoglienza
È stato recensito tiepidamente. Il critico Paolo Mereghetti sostiene, come altre testate cinematografiche, che sia un prodotto «mediocre», «innocuo e scolorito».